# Limbuhaugen
Die Steinkiste (norwegisch Hellekiste oder Hellegraver) und der Bautastein auf dem Limbuhaugen befinden sich bei Steinkjer im Trøndelag in Norwegen. Es gibt nur 12 neolithische Steinkisten in Norwegen die von der Trichterbecherkultur (TBK) stammen. Während sie in Schweden besonders häufig sind (insgesamt über 2000).
Auf dem Limbuhaugen (deutsch Limbuhügel) liegen zwei bronzezeitliche Steinhügelgräber (norwegisch Gravrøys). In einem befindet sich eine Steinkiste, aus acht Steinplatten, wie sie besonders in Schweden vorkommt. Die Kiste ist innen 2,04 m lang und 0,47 m breit. Die Rösen sind aus großen runden Steinen aufgebaut. Der größere Hügel hat 15 bis 20 m Durchmesser und ist etwa 2,3 m hoch. In ihr fand man verbrannte und unverbrannte menschliche Knochen sowie eine Pinzette und ein Rasiermesser aus Bronze.
Auf dem zweiten Steinhügel befindet sich der schwach sichelförmige etwa 1,5 m hohe Bautastein. Er stammt, wie die Steinkiste aus der Bronzezeit.
In Rösen liegende Steinkisten bestehen aus großen Stein- oder dünnen Schieferplatten. Im Allgemeinen wurden sie mehrfach für Bestattungen verwendet. In den 21 Rösen von Toldnes haben sich 47 Bestattungen, im Durchschnitt also mehr als zwei gefunden. 